# ビクトル・ハビエル・アルメンゴル・カバジェロ

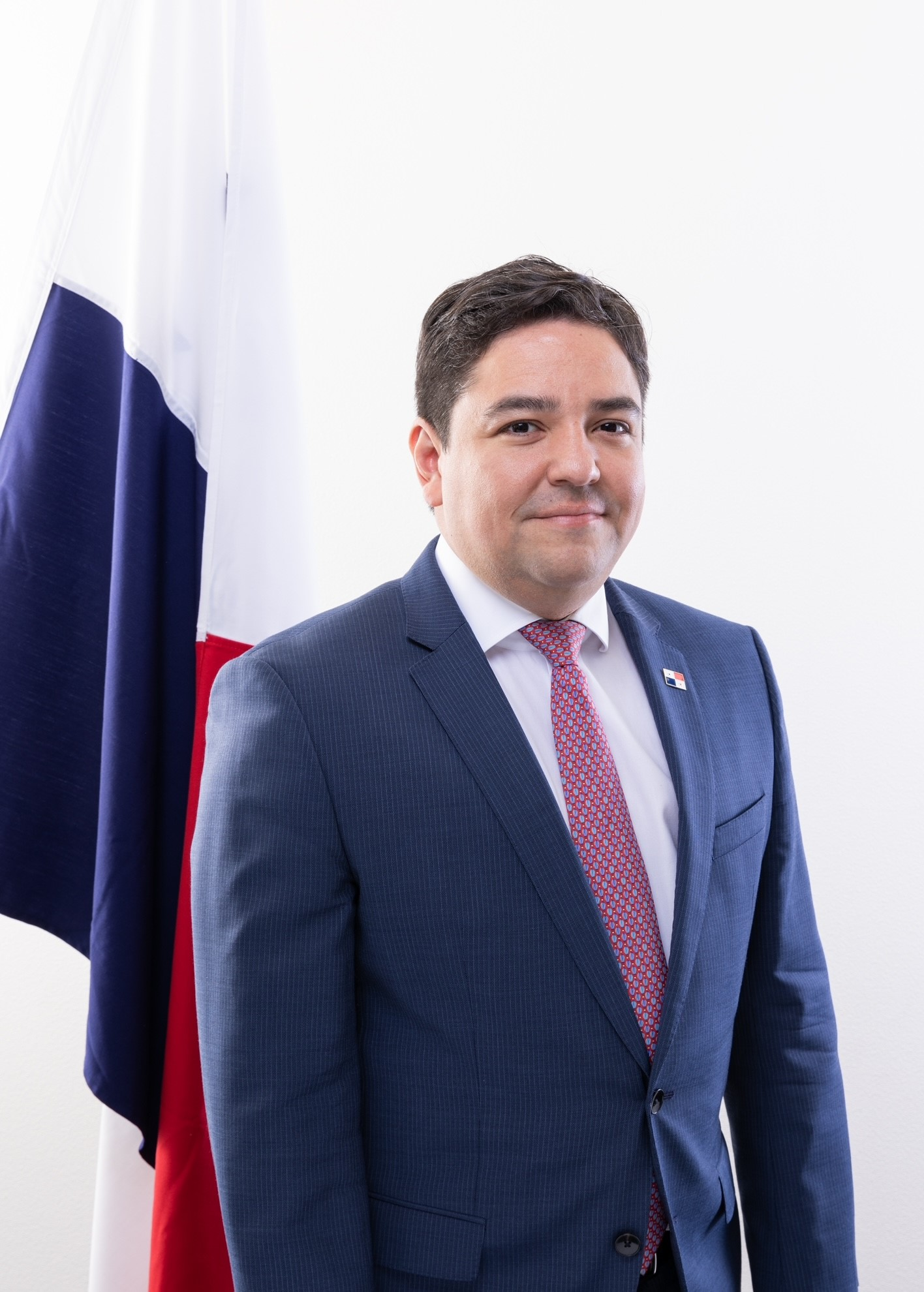
Víctor Javier Armengol Caballero

ビクトル・ハビエル・アルメンゴル・カバジェロ（スペイン語: Víctor Javier Almengor Caballero）は、海事法を得意とするパナマの弁護士、外交官。2019年11月より、在神戸パナマ総領事を務めている。海事法修士（LL.M.）。
2022年9月15日、在神戸パナマ総領事として神戸情報大学院大学を訪問し、自身の母校でもあるサンタ・マリア・ラ・アンティグア・カトリック大学（USMA）と神戸情報大学院大学の包括連携協定を締結した。

## 学歴
- 1998年～2003年: サンタ・マリア・ラ・アンティグア・カトリック大学（スペイン語版、英語版）（USMA）法学・政治学学部[2][3]
- 2003年～2004年: テュレーン大学法学院海事法学部[2][3]

## 職歴
- 2003年2月～2014年: アルメンゴール・パートナー弁護士事務所（スペイン語: Almengor, Caballero & Asociados[6]）アソシエイト弁護士[2]
- 2006年6月～2009年5月: パナマ海事庁（AMP）・パナマ商船法務局長[2][3]
- 2009年2月～2010年12月: Global Shipping Group弁護士[2]
- 2014年～: アルメンゴール・パートナー弁護士事務所パートナー弁護士[2]
- 2014年6月～2015年1月: パナマ海事庁・法律顧問[2][3]
- 2014年6月～2015年1月: サンタ・マリア・ラ・アンティグア・カトリック大学（USMA）客員教授[3]
- 2019年11月～: 在神戸パナマ総領事[2]